# ISU Junior Grand Prix w łyżwiarstwie figurowym 2023/2024
ISU Junior Grand Prix w łyżwiarstwie figurowym 2023/2024 – 26. edycja zawodów w łyżwiarstwie figurowym w kategorii juniorów. Zawodnicy podczas tego sezonu wystąpią w ośmiu zawodach tego cyklu rozgrywek. Rywalizacja rozpocznie się 23 sierpnia w Bangkoku, a finał cyklu rozgrywano 7–10 grudnia 2023 roku w Pekinie.

## Kalendarium zawodów
| Lp. | Data                          | Miejsce   | Zawody                  | Źr. |
| --- | ----------------------------- | --------- | ----------------------- | --- |
| 1   | 23–26 sierpnia 2023           | Bangkok   | JGP w Tajlandii         |     |
| 2   | 30 sierpnia – 2 września 2023 | Linz      | JGP w Austrii           |     |
| 3   | 6–9 września 2023             | Stambuł   | JGP w Turcji            |     |
| 4   | 13–16 września 2023           | Osaka     | JGP w Japonii           |     |
| 5   | 20–23 września 2023           | Budapeszt | JGP na Węgrzech         |     |
| 6   | 27–30 września 2023           | Gdańsk    | JGP w Polsce            |     |
| 7   | 4–7 października 2023         | Erywań    | JGP w Armenii           |     |
| 8   | 7–10 grudnia 2023             | Pekin     | Finał Junior Grand Prix |     |

## Medaliści

### Soliści
| Zawody    | 1. miejsce      | 2. miejsce        | 3. miejsce      | Źr.   |
| --------- | --------------- | ----------------- | --------------- | ----- |
| Tajlandia | Rio Nakata      | François Pitot    | Yanhao Li       | [ 2 ] |
| Austria   | Adam Hagara     | Kim Hyun-gyeom    | Beck Strommer   | [ 3 ] |
| Turcja    | Seo Min-kyu     | Rio Nakata        | Daiya Ebihara   | [ 4 ] |
| Japonia   | François Pitot  | Lim Ju-heon       | Daniel Martynov | [ 5 ] |
| Węgry     | Kim Hyun-gyeom  | Naoki Rossi       | Haru Kakiuchi   | [ 6 ] |
| Polska    | Lim Ju-heon     | Beck Strommer     | Daiya Ebihara   | [ 7 ] |
| Armenia   | Daniel Martynov | Shunsuke Nakamura | Fedir Kulish    | [ 8 ] |
| Finał JGP | Rio Nakata      | Kim Hyun-gyeom    | Adam Hagara     | [ 9 ] |

### Solistki
| Zawody    | 1. miejsce  | 2. miejsce       | 3. miejsce      | Źr.    |
| --------- | ----------- | ---------------- | --------------- | ------ |
| Tajlandia | Ami Nakai   | Kim Yu-seong     | Han Hee-sue     | [ 10 ] |
| Austria   | Shin Ji-a   | Haruna Murakami  | Kwon Min-sol    | [ 11 ] |
| Turcja    | Ami Nakai   | Rena Uezono      | Kim Yu-jae      | [ 12 ] |
| Japonia   | Mao Shimada | Yo Takagi        | Tsai Yu-Feng    | [ 13 ] |
| Węgry     | Shin Ji-a   | Kim Yu-seong     | Ayumi Shibayama | [ 14 ] |
| Polska    | Rena Uezono | Kwon Min-sol     | Seo Jin Youn    | [ 15 ] |
| Armenia   | Mao Shimada | Elyce Lin-Gracey | Sherry Zhang    | [ 16 ] |
| Finał JGP | Mao Shimada | Shin Ji-a        | Rena Uezono     | [ 17 ] |

### Pary sportowe
| Zawody    | 1. miejsce                                     | 2. miejsce                          | 3. miejsce                                     | Źr.                                 |
| --------- | ---------------------------------------------- | ----------------------------------- | ---------------------------------------------- | ----------------------------------- |
| Tajlandia | Konkurencja nie została rozegrana              | Konkurencja nie została rozegrana   | Konkurencja nie została rozegrana              | Konkurencja nie została rozegrana   |
| Austria   | Martina Ariano Kent / Charly Laliberté-Laurent | Olivia Flores / Luke Wang           | Shi Wenning / Wang Zhiyu                       | [ 18 ]                              |
| Turcja    | Anastasija Mietiołkina / Łuka Bieruława        | Olivia Flores / Luke Wang           | Jazmine Desrochers / Kieran Thrasher           | [ 19 ]                              |
| Japonia   | Konkurencja nie została rozegrana              | Konkurencja nie została rozegrana   | Konkurencja nie została rozegrana              | Konkurencja nie została rozegrana   |
| Węgry     | Anastasija Mietiołkina / Łuka Bieruława        | Wiołetta Sierowa / Iwan Chobta      | Martina Ariano Kent / Charly Laliberté-Laurent | [ 20 ]                              |
| Polska    | Ava Kemp / Yohnatan Elizarov                   | Wioletta Sierowa / Iwan Chobta      | Jazmine Desrochers / Kieran Thrasher           | [ 21 ]                              |
| Armenia   | Konkurencja nie została zaplanowana            | Konkurencja nie została zaplanowana | Konkurencja nie została zaplanowana            | Konkurencja nie została zaplanowana |
| Finał JGP | Anastasija Mietiołkina / Łuka Bieruława        | Ava Kemp / Yohnatan Elizarov        | Jazmine Desrochers / Kieran Thrasher           | [ 22 ]                              |

### Pary taneczne
| Zawody    | 1. miejsce                            | 2. miejsce                            | 3. miejsce                         | Źr.    |
| --------- | ------------------------------------- | ------------------------------------- | ---------------------------------- | ------ |
| Tajlandia | Leah Neset / Artiom Markiełow         | Célina Fradji / Jean-Hans Forneaux    | Kim Jin-ny / Lee Nam-u             | [ 23 ] |
| Austria   | Darya Grimm / Michail Savitskiy       | Chloe Nguyen / Brendan Giang          | Elliana Peal / Ethan Peal          | [ 24 ] |
| Turcja    | Marija Pinczuk / Mykyta Pohoriełow    | Yahli Pedersen / Jeffrey Chen         | Gina Zehnder / Beda Leon Sieber    | [ 25 ] |
| Japonia   | Leah Neset / Artiom Markiełow         | Elizabeth Tkachenko / Alexei Kiliakov | Célina Fradji / Jean-Hans Forneaux | [ 26 ] |
| Węgry     | Iryna Pidgaina / Artem Kowal          | Yahli Pedersen / Jeffrey Chen         | Dania Mouaden / Théo Bigot         | [ 27 ] |
| Polska    | Darya Grimm / Michail Savitskiy       | Marija Pinczuk / Mykyta Pohoriełow    | Sara Kishimoto / Atsuhiko Tamura   | [ 28 ] |
| Armenia   | Elizabeth Tkachenko / Alexei Kiliakov | Elliana Peal / Ethan Peal             | Noemi Maria Tali / Noah Lafornara  | [ 29 ] |
| Finał JGP | Leah Neset / Artiom Markiełow         | Elizabeth Tkachenko / Alexei Kiliakov | Darya Grimm / Michail Savitskiy    | [ 30 ] |